# ルイ2世 (西フランク王)

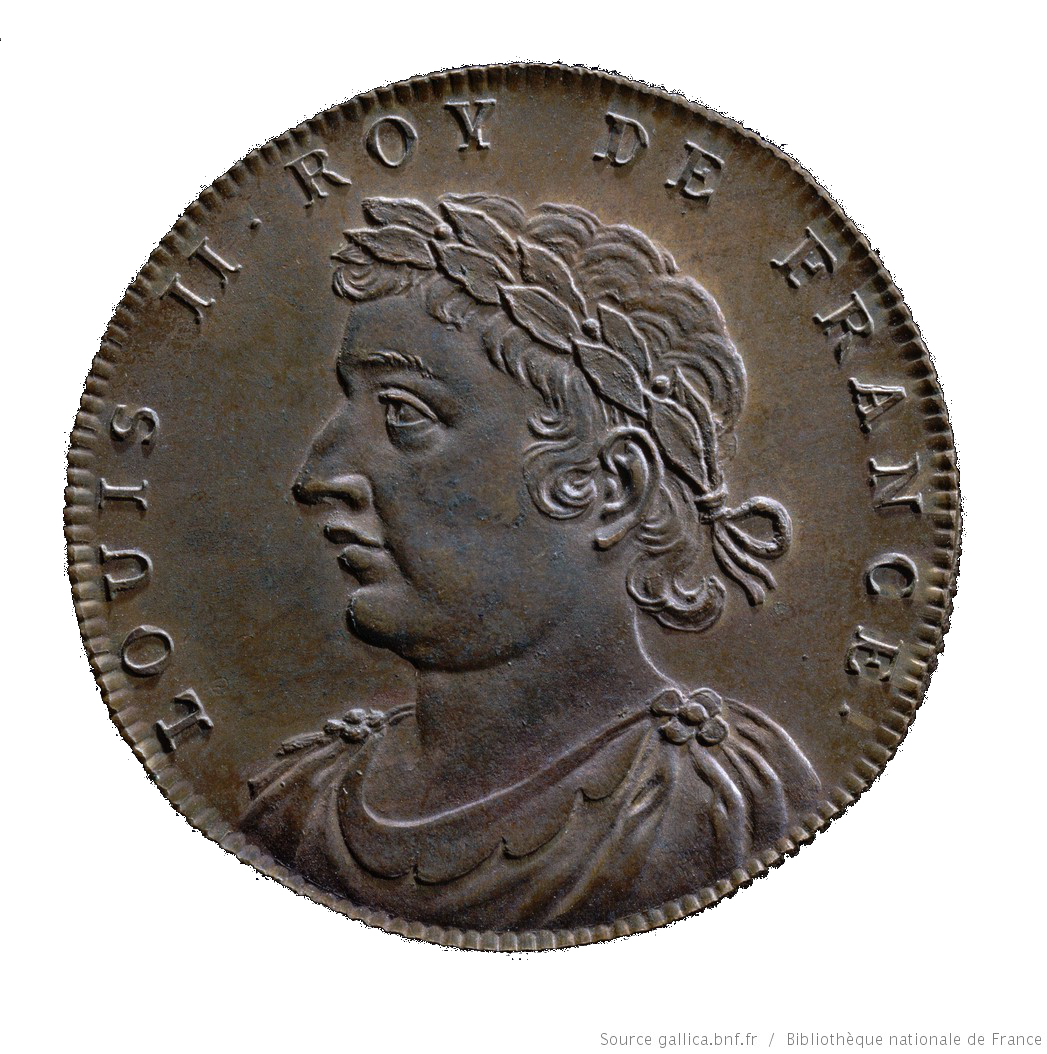
ルイ2世

ルイ2世（フランス語：Louis II, 846年11月1日 - 879年4月10日）は、カロリング朝の西フランク国王（在位：877年 - 879年）。吃音王（le Bègue）と呼ばれる。

## 生涯
西フランク王シャルル2世とオルレアン伯ウードの娘エルマントルドの息子として生まれた。877年10月、父王の崩御を受け王位を継承し、同年12月8日、ランス大司教ヒンクマールにより戴冠式が執り行われた。
翌878年末、教皇ヨハネス8世は教会会議の招集を求め、ローマよりフランスへ赴いた。教皇はルイ2世に皇帝位を授与する意向であったと伝えられている。しかしながら、教皇がプロヴァンスに到着した時、すでにルイ2世は重篤な病に侵されていた。結局、皇帝位に就くことなく、父の死後わずか2年足らずの879年4月10日、コンピエーニュにて崩御した。その遺体はコンピエーニュのサン＝コルネイユ修道院（Abbaye Saint-Corneille）に埋葬された。

## 死後の王国
ルイ2世の崩御後、王国においてはルイ3世とカルロマン2世の間で王位継承を巡る争いが生じた。最終的に、2人の息子が共同で王位に就き、王国を分割統治することとなった。一方、皇帝位は881年に東フランク王カール3世が獲得した。また、ルイ2世の死後、プロヴァンスにおいては、父シャルル2世の2度目の妃の兄にあたるボソが独立を宣言し、プロヴァンス王を称した。

## ルイ2世の子女

### アンスガルドとの間の子女
最初の妻であるブルグント伯アルドゥアンの娘アンスガルドとの間には、後に西フランク王となる2人の男子をもうけた。アンスガルドとは後に婚姻関係を解消している。
1. ルイ3世（863年 - 882年）：879年から882年まで西フランク王として在位。
2. カルロマン2世（867年 - 884年）：879年から884年まで西フランク王として在位。
3. イルデガルド
4. ジゼル：トロワ伯ロベール1世と結婚。

### アデライードとの間の子女
2番目の妻であるパリ伯アダラールの娘アデライード（ジラール家出身）との間には、以下の子女をもうけた。
1. エルマントルド（875/8年 - 914年）：娘キュネゴンド（クニグンデ）はアルデンヌ家のロタリンギア宮中伯ヴィゲリヒと結婚。
2. シャルル3世（単純王）（879年 - 929年）：父の死後に誕生。893年から922年まで西フランク王として在位。